# Miss Universo Tailandia 2023
Miss Universo Tailandia 2023 fue la 24.ª edición del concurso Miss Universo Tailandia. Se llevó a cabo el 20 de agosto de 2023 en el MCC Hall, The Mall Lifestore Ngamwongwan, Nonthaburi, Tailandia. Miss Universo Tailandia 2022, Anna Sueangam-iam coronó al final del evento a Anntonia Porsild de Nakhon Ratchasima como su sucesora. Ella representó a Tailandia en Miss Universo 2023, donde terminó como primera finalista.

## Antecedentes

### Selección de candidatas
TPN Global Co., Ltd. declaró el 5 de mayo de 2023 que este año todas las candidatas representarán a sus respectivas provincias. Todas las ganadoras provinciales recibirán la misma corona de diseño, patrocinada por God Diamonds Jewelry Company.
A medida que la Organización Miss Universo cambió las reglas para permitir que las mujeres casadas y las madres compitieran por la 72.ª edición, Miss Universo Phuket, Praveenar Singh-Thakral, es la primera candidata casada de Miss Universo Tailandia.

### MUT MAX
La Organización Miss Universo Tailandia unirá fuerzas con 247 Entertainment a través de una competencia especial del proyecto «MUT MAX», bajo el concepto 'Las Guerreras del Universo', en la forma creativa de música, actuación y desfile de moda. El ganador de esta competencia será recompensado con un lugar directo en el Top 10 de semifinalistas en la final.
El 25 de mayo de 2023, la organización reveló que el rapero estadounidense y miembro del grupo de chicos de Corea del Sur Got7, Mark Tuan y el cantante y actor tailandés PP Krit se presentarían en el evento. Las exganadoras de Miss Universo Tailandia Aniporn Chalermburanawong, Maria Poonlertlarp, Amanda Obdam y Anchilee Scott-Kemmis también actuarán en la noche.

### Corona Light of Glory
La nueva ganadora será coronada con una nueva corona de Mouawad «Light of Glory» (en español, luz de la gloria), que se dará a conocer más adelante.

### Calendario de eventos
Este es el calendario de eventos de Miss Universo Tailandia 2023.
| Fecha                | Evento                            | Sede                                               | Provincia  | Ref.   |
| -------------------- | --------------------------------- | -------------------------------------------------- | ---------- | ------ |
| 10 de julio de 2023  | Día de registro                   | Bangkok Phra Nakhon 1, Siam Amazing Park           | Bangkok    | [ 10 ] |
| 11 de julio de 2023  | First Gate to Universe            | Chao Phaya Grand Hall, Siam Amazing Park           | Bangkok    | [ 11 ] |
| 13 de julio de 2023  | Pie R Universe                    | Suan Dusit International Culinary School           | Bangkok    | [ 12 ] |
| 14 de julio de 2023  | The Creation of Beauty is Art     | Benedict Studio                                    | Bangkok    | [ 13 ] |
| 16 de julio de 2023  | Preview Day: The Keyword Showdown | Suralai Hall, ICONSIAM                             | Bangkok    | [ 14 ] |
| 17 de julio de 2023  | Miss Universe Beverage            | True Icon Hall, ICONSIAM                           | Bangkok    | [ 15 ] |
| 30 de julio de 2023  | MUT MAX                           | Impact Challenger Hall 1, IMPACT Muang Thong Thani | Nonthaburi | [ 7 ]  |
| 5 de agosto de 2023  | Competencia en traje de baño      | Pullman Khon Kaen Raja Orchid Hotel                | Khon Kaen  | [ 9 ]  |
| 18 de agosto de 2023 | Competencia preliminar            | MCC Hall, The Mall Lifestore Ngamwongwan           | Nonthaburi | [ 9 ]  |
| 19 de agosto de 2023 | Presentación de trajes nacionales | MCC Hall, The Mall Lifestore Ngamwongwan           | Nonthaburi | [ 9 ]  |
| 20 de agosto de 2023 | Competencia final                 | MCC Hall, The Mall Lifestore Ngamwongwan           | Nonthaburi | [ 9 ]  |

## Resultados

### Posiciones
| Posición                     | Candidata |
| ---------------------------- | --- |
| Miss Universo Tailandia 2023 | - Nakhon Ratchasima - Anntonia Porsild |
| Primera finalista            | - Prachuap Khiri Khan - Chatnalin Chotjirawarachat (Asumió) |
| Primera finalista            | - Mae Hong Son - Kirana Jasmine Chewter (Renunció) |
| Segunda finalista            | - Lamphun - Nicha Poonpoka (asumió) |
| Segunda finalista            | - Phuket - Praveenar Singh-Thakral ‡ (renunció) |
| Tercera finalista            | - Uttaradit - Worawalun Phutklang |
| Cuarta finalista             | - Surat Thani - Jennifer Jones |
| Top 12                       | - Ang Thong - Chananchida Sukmee - Buri Ram - Nichakun Senawong - Nakhon Si Thammarat - Suttida Iadpoo - Phitsanulok - Krongthong Chantarasompoch - Trang - Natasha Purviance |
| Top 20                       | - Chiang Mai - Kanteera Techaphattanakul - Chon Buri - Unyaphat Pakdeenarongrat - Khon Kaen - Chinatcha Prayoonsiri - Krabi - Alexandra De Grancey - Lampang - Jinphatcha Kanokrattanatham - Nakhon Pathom - Vichayada Chatthirarat - Suphanburi - Wanida Suwannapha - Udon Thani - Supassara Supanya |

§ - Ganadora del MUT MAX
‡ - Ganadora del fast-track Vincent

## Candidatas
53 candidatas compitieron por el título.

| Provincia                | Candidata                   | Edad | Altura          | Región   | Número | Posición                     |
| ------------------------ | --------------------------- | ---- | --------------- | -------- | ------ | ---------------------------- |
| Ang Thong                | Chananchida Sukmee          | 22   | 1,75 m (5′ 9″)  | Central  | MUT51  | Top 12                       |
| Buri Ram                 | Nichakun Senawong           | 26   | 1,74 m (5′ 9″)  | Nordeste | MUT50  | Top 12                       |
| Chachoengsao             | Pimlapat Chuemaneesawan     | 24   | 1,70 m (5′ 7″)  | Este     | MUT13  |                              |
| Chainat                  | Alisa Arunahiran            | 25   | 1,60 m (5′ 3″)  | Central  | MUT40  |                              |
| Chaiyaphum               | Muenfun Salaohorm           | 28   | 1,70 m (5′ 7″)  | Nordeste | MUT19  |                              |
| Chanthaburi              | Rungsima Simpson            | 22   | 1,70 m (5′ 7″)  | Este     | MUT07  |                              |
| Chiang Mai               | Kanteera Techaphattanakul   | 22   | 1,71 m (5′ 7″)  | Norte    | MUT35  | Top 20                       |
| Chon Buri                | Unyaphat Pakdeenarongrat    | 18   | 1,70 m (5′ 7″)  | Este     | MUT45  | Top 20                       |
| Chumphon                 | Benjamin Krajangchai        | 19   | 1,73 m (5′ 8″)  | Sur      | MUT36  |                              |
| Kanchanaburi             | Katrina Lalita Kostrukoff   | 20   | 1,74 m (5′ 9″)  | Oeste    | MUT17  |                              |
| Khon Kaen                | Chinatcha Prayoonsiri       |      | 1,76 m (5′ 9″)  | Nordeste | MUT23  | Top 20                       |
| Krabi                    | Alexandra De Grancey        | 21   | 1,70 m (5′ 7″)  | Sur      | MUT39  | Top 20                       |
| Lampang                  | Jinphatcha Kanokrattanatham | 24   | 1,75 m (5′ 9″)  | Norte    | MUT42  | Top 20                       |
| Lamphun                  | Nicha Poonpoka              | 20   | 1,75 m (5′ 9″)  | Norte    | MUT09  | Cuarta finalista             |
| Lopburi                  | Kannika Sangiamngam         |      |                 | Central  | MUT18  |                              |
| Mae Hong Son             | Kirana Jasmine Chewter      | 24   | 1,77 m (5′ 10″) | Norte    | MUT20  | Primera finalista            |
| Maha Sarakham            | Chanya Tonngam              | 28   | 1,73 m (5′ 8″)  | Nordeste | MUT48  |                              |
| Nakhon Nayok             | Natacha Nielsen             | 27   | 1,69 m (5′ 7″)  | Central  | MUT22  |                              |
| Nakhon Pathom            | Vichayada Chatthirarat      |      | 1,79 m (5′ 10″) | Central  | MUT55  | Top 20                       |
| Nakhon Phanom            | Yasumon Akkasesthang        | 23   | 1,70 m (5′ 7″)  | Nordeste | MUT15  |                              |
| Nakhon Ratchasima        | Anntonia Porsild            | 26   | 1,75 m (5′ 9″)  | Nordeste | MUT31  | Miss Universo Tailandia 2023 |
| Nakhon Sawan             | Atchanut Sawatdecha         | 26   | 1,72 m (5′ 8″)  | Central  | MUT38  |                              |
| Nakhon Si Thammarat      | Suttida Iadpoo              | 18   | 1,80 m (5′ 11″) | Sur      | MUT25  | Top 12                       |
| Nan                      | Nithiwan Phonthip           |      |                 | Norte    | MUT43  |                              |
| Nong Khai                | Woranistha Rohitjan         | 21   | 1,75 m (5′ 9″)  | Nordeste | MUT28  |                              |
| Nonthaburi               | Alongkon Mitmanut           | 24   | 1,70 m (5′ 7″)  | Central  | MUT52  |                              |
| Pathum Thani             | Emmaline Phitchayaamorn     |      |                 | Central  | MUT05  |                              |
| Phang Nga                | Sunaree Chaimungkun         |      |                 | Sur      | MUT54  |                              |
| Phayao                   | Latcha Eliza Sinquin        |      |                 | Norte    | MUT01  |                              |
| Phetchaburi              | Chanikan Sangwanpanich      | 26   | 1,73 m (5′ 8″)  | Oeste    | MUT30  |                              |
| Phitsanulok              | Krongthong Chantarasompoch  | 27   | 1,77 m (5′ 10″) | Central  | MUT47  | Top 12                       |
| Phra Nakhon Si Ayutthaya | Wanvisa Puplong             | 23   | 1,70 m (5′ 7″)  | Central  | MUT49  |                              |
| Phuket                   | Praveenar Singh-Thakral     | 26   | 1,78 m (5′ 10″) | Sur      | MUT04  | Segunda finalista            |
| Prachinburi              | Phitchawan Promthan         | 27   | 1,67 m (5′ 6″)  | Este     | MUT41  |                              |
| Prachuap Khiri Khan      | Chatnalin Chotjirawarachat  | 25   | 1,81 m (5′ 11″) | Oeste    | MUT27  | Tercera finalista            |
| Ranong                   | Pichayada Kunthong          |      | 1,69 m (5′ 7″)  | Sur      | MUT11  |                              |
| Ratchaburi               | Siriprapa Intarasri         | 23   | 1,75 m (5′ 9″)  | Oeste    | MUT29  |                              |
| Rayong                   | Worada Chatsri              | 27   | 1,73 m (5′ 8″)  | Este     | MUT44  |                              |
| Roi Et                   | Kornprapha Pholket          | 20   | 1,78 m (5′ 10″) | Nordeste | MUT46  |                              |
| Sa Kaeo                  | Saranyaphat Ketmaneephong   |      |                 | Este     | MUT24  |                              |
| Sakon Nakhon             | Tannapad Mongkol            | 23   | 1,76 m (5′ 9″)  | Nordeste | MUT21  |                              |
| Samut Prakan             | Panida Suthinphuek          | 22   | 1,70 m (5′ 7″)  | Central  | MUT53  |                              |
| Sing Buri                | Yada Thagerngdach           | 25   | 1,78 m (5′ 10″) | Central  | MUT12  |                              |
| Songkhla                 | Sajee Kanthayot             | 26   | 1,71 m (5′ 7″)  | Sur      | MUT16  |                              |
| Sujotai                  | Wipawee Kumsat              |      |                 | Central  | MUT33  |                              |
| Suphanburi               | Wanida Suwannapha           | 20   | 1,78 m (5′ 10″) | Central  | MUT06  | Top 20                       |
| Surat Thani              | Jennifer Jones              | 23   | 1,76 m (5′ 9″)  | Sur      | MUT37  | Top 12                       |
| Trang                    | Natasha Purviance           | 19   | 1,75 m (5′ 9″)  | Sur      | MUT34  | Top 12                       |
| Ubon Ratchathani         | Burintip Puthala            |      |                 | Nordeste | MUT26  |                              |
| Udon Thani               | Supassara Supanya           | 23   | 1,77 m (5′ 10″) | Nordeste | MUT02  | Top 20                       |
| Uthai Thani              | Ploypailin Leib             | 25   | 1,73 m (5′ 8″)  | Central  | MUT08  |                              |
| Uttaradit                | Worawalun Phutklang         | 26   | 1,71 m (5′ 7″)  | Norte    | MUT14  | Top 12                       |
| Yasothon                 | Kornthanaphan Chambers      | 27   | 1,78 m (5′ 10″) | Nordeste | MUT03  |                              |

## Cruces y regresos

### Concursos nacionales
Miss Universo Tailandia
- 2017: Krongthong Chantarasompoch (Top 10)
- 2018: Praveenar Singh-Thakral (2.ª finalista)
- 2020: Praveenar Singh-Thakral (1.ª finalista)

Miss Supranacional Tailandia
- 2019: Anntonia Porsild (Ganadora)
- 2023: Woranistha Rohitjan

Miss Grand Tailandia
- 2017: Chatnalin Chotjirawarachat (1.ª finalista)
- 2018: Nichakun Senawong
- 2020: Sunaree Chaimungkun (Top 20)
- 2020: Chanya Tonngam
- 2020: Panida Suthinphuek
- 2022: Worada Chatsri
- 2023: Worawalun Phutklang (Top 20)

Miss Tourism World Tailandia
- 2020: Tannapad Mongkol

Miss Star Tailandia 2022
- 2022: Kornthanaphan Chambers

Miss Teen Tailandia
- 2016: Jennifer Jones (Ganadora)
- 2017: Latcha Eliza Sinquin

Miss Tourism Queen Tailandia
- 2017: Worada Chatsri

Miss Thinn Thai Ngarm
- 2019: Krongthong Chantarasompoch (Winner)
- 2020: Ploypailin Leib

### Concursos internacionales
Miss Supranacional
- 2019: Anntonia Porsild (Ganadora)